# Роберт Конрой
Джозеф Роберт Конрой (англ. Joseph Robert Conroy; 24 серпня 1938, Нью-Джерсі — 30 грудня 2014, Мічиган) — американський письменник-фантаст, автор низки альтернативно-історичних романів.

## Біографія
Здобувши ступінь магістра ділового адміністрування, Конрой був професором у Макомбському громадському коледжі та викладав бізнес та економічну історію.
Після дострокового виходу на пенсію Конрой вперше зацікавився альтернативною історією після вивчення нещодавно виявлених планів імперської Німеччини щодо вторгнення кайзера Вільгельма II до Сполучених Штатів Америки, які лягли в основу його першого роману «1901». Потім він написав інші романи з альтернативної історії під час перебування на пенсії.
Одружений понад 40 років, має доньку та двох онуків.
30 грудня 2014 року Джозеф Конрой помер від раку.

### Романи
- «1901» (англ. «1901»; 1995) ISBN 978-0891418436
- «1862» (англ. «1862»; 2006) ISBN 978-0345482372
- «1945» (англ. «1945»; 2007) ISBN 978-0345494795
- «1942» (англ. «1942»; 2009) ISBN 978-0345506078[5]
- «Червоне пекло: 1945» (англ. «Red Inferno: 1945»;) ISBN 978-0345506061
- «Бомба Кастро» (англ. «Castro's Bomb»; 2010) ASIN B005ORV3IM
- «Війна Гіммлера» (англ. «Himmler's War»; 2011) ISBN 978-1451637618
- «Північний рейх» (англ. «North Reich»; 2012) ASIN B008BVXZXO
- «Висхідне сонце» (англ. «Rising Sun»; 2012) ISBN 978-1451638516
- «1920: Велика війна Америки» (англ. «1920: America's Great War»; 2013) ISBN 978-1451639315
- «Свобода 1784: Друга війна за незалежність» (англ. «Liberty 1784: The Second War for Independence»; 2014) ISBN 978-1476736273
- «1882: Кастер у кайданах» (англ. «1882: Custer in Chains»; 2015) ISBN 978-1476780511
- «Германіка» (англ. «Germanica»; 2015) ISBN 978-1476780566
- «Грозовий фронт» (англ. «Storm Front»; 2015) ISBN 978-1476780870
- «День після Геттісберга» (англ. «The Day After Gettysburg»; 2017) ISBN 978-1481482516
- «Інтерреліґенція» (англ. «Interregnum»; 2018)[6]